# Xian de Dingnan
Le xian de Dingnan (定南县 ; pinyin : Dìngnán Xiàn) est un district administratif de la province du Jiangxi en Chine. Il est placé sous la juridiction de la ville-préfecture de Ganzhou.

## Démographie
La population du district était de 192 520 habitants en 1999.